# Colbertaldo
Colbertaldo (Cobartaldo in veneto) è una frazione di 1 105 abitanti del comune italiano di Vidor, in provincia di Treviso, in Veneto.

## Geografia fisica
Si trova nella parte settentrionale del territorio comunale, sviluppandosi ai piedi dei rilievi collinari
che delimitano a ovest e a nord il Quartier del Piave (col Polenta, 211 m; col Castellon, 235 m; col Maor, 368 m).
Il paese è attraversato da due corsi d'acqua: il Torrente Teva, a nord-ovest lungo il confine con il comune di Valdobbiadene, e il rio Rosper, il quale contribuisce alla formazione dei caratteristici palù, aree umide tipiche della Sinistra Piave trevigiana.

## Storia
Di origini assai antiche, Colbertaldo lega la sua storia all'omonima famiglia Di Colbertaldo che viveva in un castello eretto prima dell'XI secolo.

## Monumenti e luoghi d'interesse

### Chiesa Parrocchiale di Sant'Andrea Apostolo

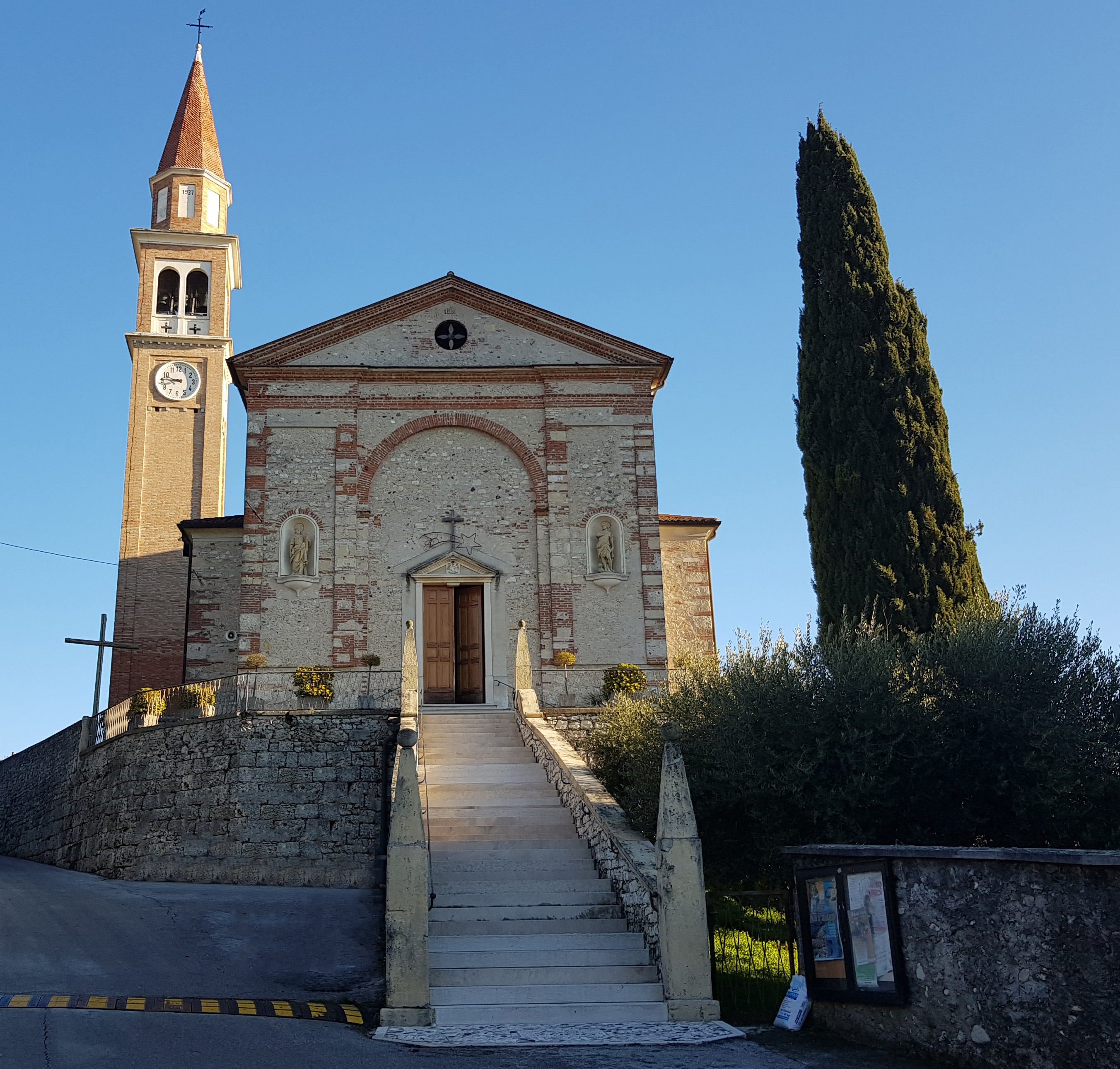
La Chiesa Parrocchiale e la sua scalinata

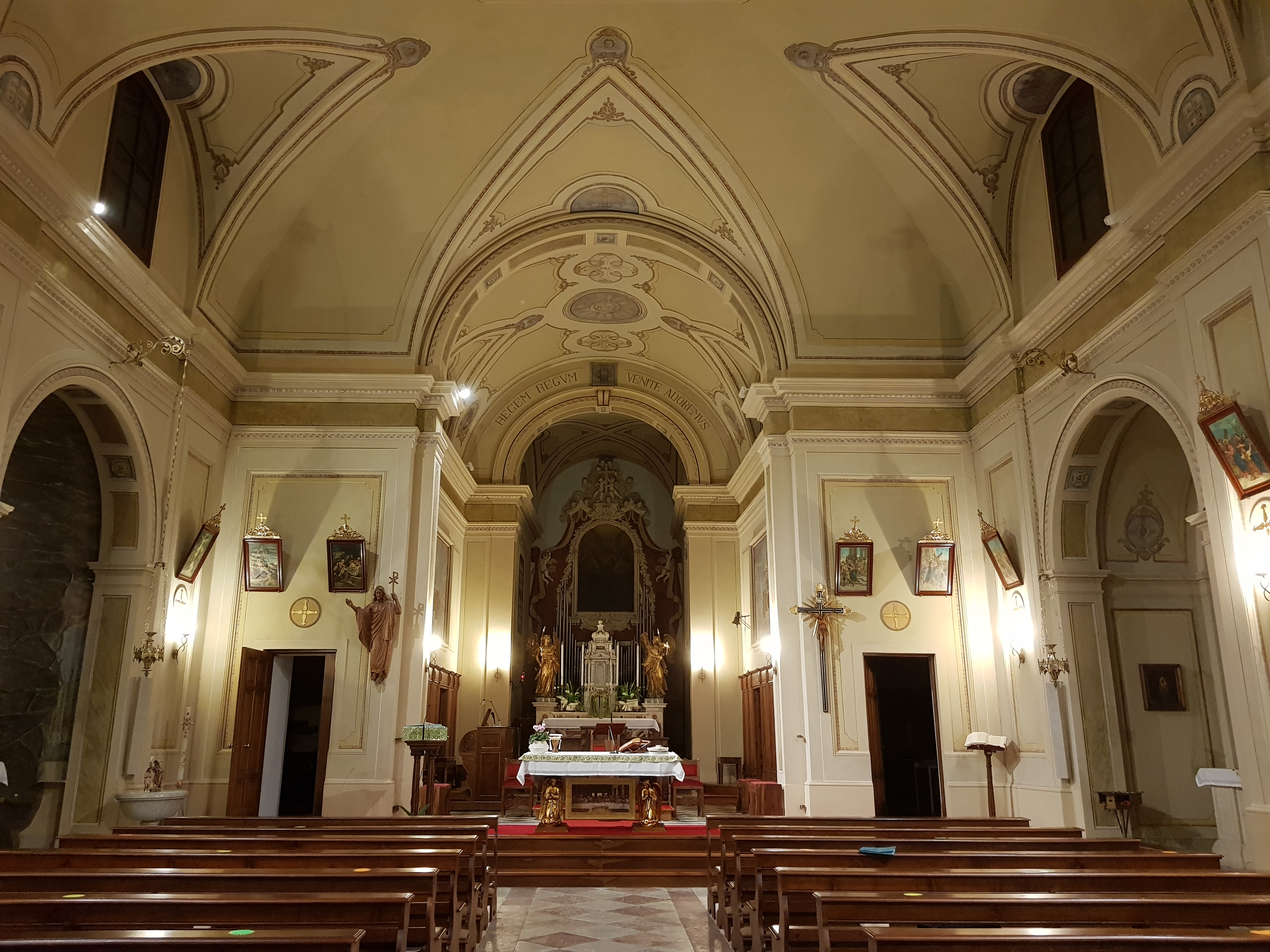
Interno della Chiesa Parrocchiale di Colbertaldo

Dal punto di vista ecclesiastico Colbertaldo dipese a lungo da Col San Martino, una delle trentasei pievi della diocesi di Ceneda. Non si hanno notizie di chiese nel paese sino al 1544, quando è citata la curaziale di Sant'Andrea.
Nel 1642 il luogo di culto venne dichiarato parrocchiale. L'edificio attuale fu costruito tra 1732 e il 1740 e venne consacrato dal vescovo Lorenzo Da Ponte nel 1742. Ha subito degli ampliamenti tra il 1897 e il 1903, per essere nuovamente riconsacrato il 30 novembre 1906 dal vescovo Andrea Caron. Più tardo il campanile, opera dell'ingegner Schiratti, iniziato nel 1926 e inaugurato il 30 novembre 1937.
La chiesa è posta sulla sommità di una piccola collinetta ed è raggiungibile attraverso una lunga scalinata che porta al portale maggiore sito al centro della facciata. Ai lati della porta principale si trovano due nicchie, dove al loro interno trovano posto le statue in pietra di san Giovanni Battista e sant'Andrea. L'interno si apre in un'unica ampia navata con grande affresco nel soffitto e tre piccole cappelle laterali dedicate a sant'Antonio da Padova, al Sacro Cuore e alla Madonna di Lourdes. Tutto l'interno è dominato dal grande Altare Maggiore sovrastato dal Tabernacolo, entrambi in marmo bianco venato rosso e grigio datati 1790. Al centro di questo Altare spicca un fiore trilobato stilizzato dipinto di marrone, sopra il quale è presente una conchiglia scolpita in marmo bianco. Dietro al Tabernacolo domina l'interno la grande pala raffigurante il martirio di sant'Andrea Apostolo, datata 1926 e opera di Valentino Canever. Questa grande pala è inserita in una cornice barocca, caratterizzata da un grande manto scolpito in pietra e dipinto di rosso, sostenuto da numerosi angeli e putti. Ai lati della navata sono presenti tre altari, opere di artisti e scultori della Val Gardena, dedicati alla Madonna di Lourdes, al Sacro Cuore di Gesù e a Sant'Antonio di Padova. Sempre all'interno, nella controfacciata, sopra l'ingresso centrale, è presente una pala raffigurante l'Assunzione di Maria, opera di artisti locali, ispirati al dipinto dell'Assunta dell'Tiziano conservato nella Basilica di Santa Maria Gloriosa dei Frari di Venezia.

### Santuario della Madonna delle Grazie

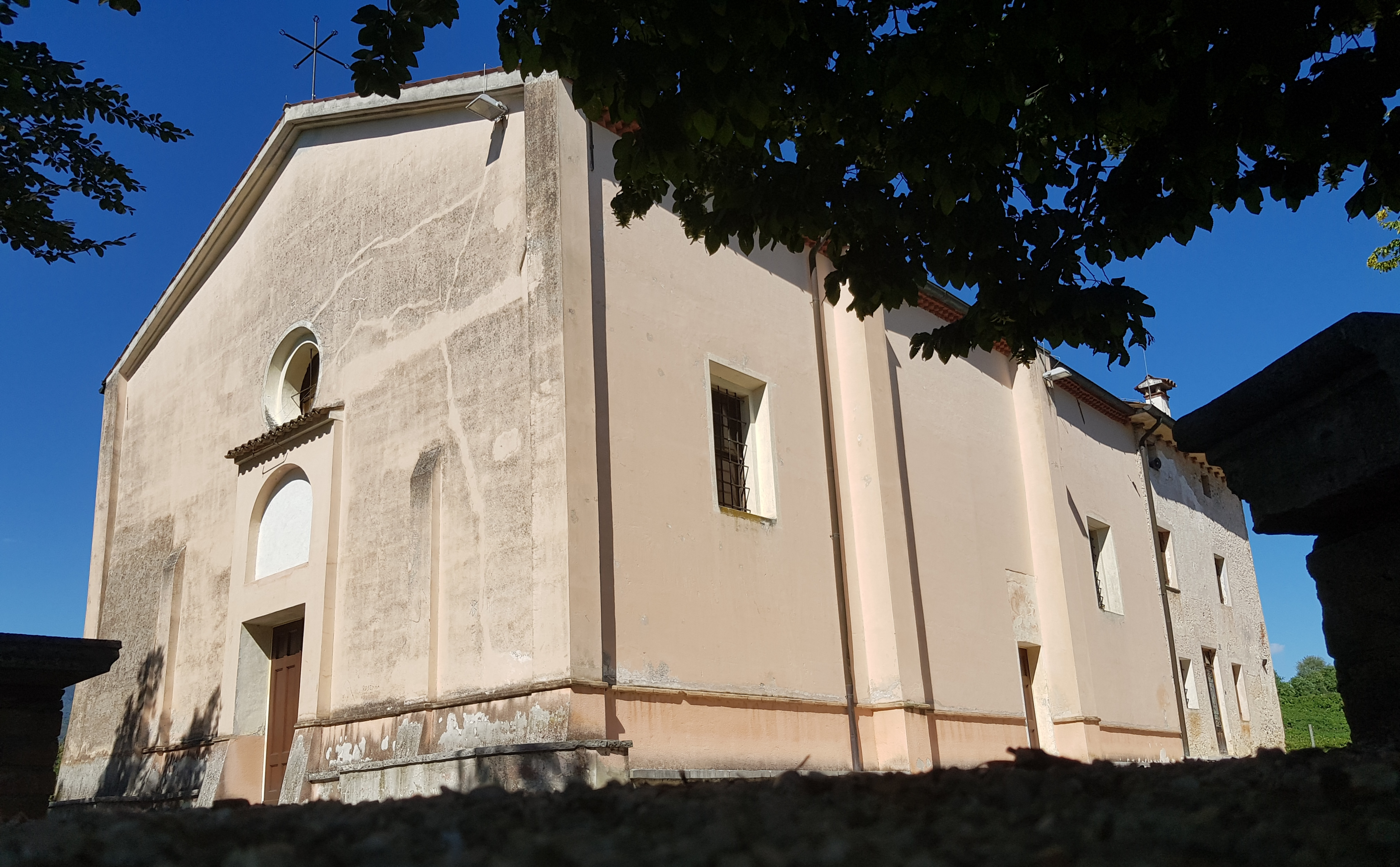
Santuario di Santa Maria delle Grazie

Un altro monumento molto importante sia dal punto di vista culturale che religioso è il santuario della Madonna delle Grazie.
L'edificio è posto in una conca circondata dalle Colline del Prosecco di Conegliano e Valdobbiadene. L’origine di questo santuario corrisponde con l’arrivo a Colbertaldo dei servi di Maria del convento di Santa Caterina di Treviso, tra il 1346 e il 1353, in seguito al dilagare della peste nera. Costoro iniziarono a considerare taumaturgica un’icona della Vergine custodita in un piccolo oratorio del posto.
Grazie a lasciti e donazioni la comunità monastica riuscì a sopravvivere e fece del convento, costruito nel 1530 la sua fissa dimora. Il complesso alternò fasi di pieno sviluppo a momenti di incertezza e di crisi e non raggiunse mai l’imponenza di alcune fondazioni vicine. Nel corso del ‘700 accusò un rapido declino dovuto in parte da alcune controversie sorte con la parrocchia di Colbertaldo. La Serenissima di Venezia giunse quindi alla soppressione del convento nel 1776, tutti i beni vennero consegnati alla parrocchia di Colbertaldo ed il santuario venne rinominato come “ospizio”. Nel corso dell’800 divenne un lazzaretto per i malati di colera.
Al suo interno, al centro della parete dietro l'altare, racchiuso dentro una nicchia con cornice settecentesca, si conserva un affresco che riproduce la Madonna col Bambino e l'Annunciazione, opera di un ignoto maestro della metà del XV secolo. Un'altra opera è la grande pala raffigurante la Madonna in Gloria del XIX secolo che domina l'interno della chiesa.
Il santuario è stato restaurato ed è divenuto meta di gite, escursioni e pellegrinaggi. Il santuario è utilizzato dalla parrocchia per svolgervi celebrazioni e altre attività spirituali, specialmente nel periodo estivo. L'annesso convento è stato in parte restaurato e ospita varie manifestazioni del paese, in particolare i Festeggiamenti della Madonna delle Grazie (primi due week-end di luglio) il Pan e Vin (5 gennaio) e la Mostra del Vino prosecco (aprile-maggio).